# Maciej z Różana
Maciej z Różana (ur. ok. 1420 w Różanie - zm. ok. 1467 w Warszawie) – kanclerz na dworze księcia mazowieckiego Bolesława IV. 
W 1433 rozpoczął studia na Akademii Krakowskiej, nie uzyskując jednak żadnego tytułu. Data uzyskania święceń kapłańskich nie jest znana. Pełnił wiele funkcji: notariusz publiczny (1442), pisarz skarbu księcia mazowieckiego Bolesława IV (1442), pisarz ziemi ciechanowskiej (1444), kanclerz Bolesława IV, a następnie jego synów (od 1452). Posiadał beneficja: pleban makowski (1443), pleban czerski, kanonik warszawski, kanonik płocki (1449).
Z inicjatywy Macieja w 1449 Świętosław z Wojcieszyna sporządził tłumaczenie z łaciny na język polski statutów koronnych (Statuty Kazimierza Wielkiego oraz Władysława Jagiełły). Około 1450 Maciej przełożył statuty książąt mazowieckich na język polski. Tłumaczenie zostało zapisane przez kopistę Mikołaja Suleda w Kodeksie Świętosławowym.